# Stenogaster unicolor
Stenogaster unicolor är en getingart som först beskrevs av Smith 1864.  Stenogaster unicolor ingår i släktet Stenogaster och familjen getingar. Inga underarter finns listade i Catalogue of Life.